# Per Anhalter in den Tod
Per Anhalter in den Tod (Originaltitel: Smrt stopařek) ist ein tschechoslowakischer Kriminalfilm nach einem wahren Fall eines Anhalterdoppelmords, der sich im Sommer 1976 in der ČSSR ereignet hatte.

## Handlung
Der Lastkraftwagenfahrer Charvát war vor sechs Monaten nach Verbüßung einer Strafe wegen Körperverletzung aus der Haft entlassen worden. Während seinen Arbeitskollegen die Vergangenheit von Charvát bekannt ist, sieht seine Vermieterin Jarošová in ihm einen vertrauenswürdigen und zuverlässigen Mann. Den zehnjährigen Sohn der Vermieterin, Míša, hat er ebenfalls für sich gewonnen. Doch Charvát hat auch eine andere Seite. Diese zeigt sich, als er eine Anhalterin mit seinem Lastkraftwagen mitnimmt. In einem Waldgebiet hält er an und fällt über die Tramperin her. Doch diese findet offenbar Gefallen und so bringt Charvát sie unbeschadet zum Ziel.
Bald befindet sich Charvát auf dem Rückweg von einer abendlichen Schwarzfahrt mit seinem betrieblichen Lastkraftwagen. Er trifft in der Nähe eines Bahnhofs bei Domažlice auf zwei Schülerinnen Eva und Marta, die ihren Zug verpasst haben, als sie ihrer Klasse hinterher reisen wollten, und nun nach einer Mitfahrgelegenheit Ausschau halten. Charvát nimmt sie mit. Während der Fahrt durch die Nacht hält er an, weil eine Schülerin kurz in den Wald gehen will. Mit der anderen fährt Charvát ein Stück weiter. Als die Schülerin bei dem Versuch, sie zu vergewaltigen, zu schreien beginnt, drückt er ihr die Kehle zu, bis sie tot ist. Er kann noch nicht fassen, was er getan hat, als die zweite Tramperin zum Tatort kommt. Es beginnt ein Wettlauf um Leben und Tod zwischen ihr und dem Mörder, den die Schülerin verliert. Sie wird ebenfalls erwürgt.
Mit den Leichen fährt Charvát nun umher und sucht nach einem geeigneten Ort, sie loszuwerden. An einem See trifft er auf einen Angler und auf einer Eisenbahnbrücke wird er gestört. Schließlich entledigt er sich seiner Opfer auf einer Mülldeponie. Dabei wird er jedoch von einem Förster aus einem vorbeikommenden Bus beobachtet. Der Zeuge kehrt später zur Deponie zurück und entdeckt die Leichen der beiden jungen Frauen.
Die alarmierte Polizei nimmt die Ermittlungen auf. Charvát versucht die Spuren der Tat zu beseitigen. Doch schrittweise tragen die Kriminalisten die einzelnen Bausteine zur Klärung des Verbrechens zusammen. Und den Mörder holt die Vergangenheit immer wieder ein. Der Ring um ihn schließt sich immer mehr. Als die Polizei unmittelbar auf seiner Fährte ist, nimmt er den Sohn seiner Vermieterin als Geisel und rast mit einem Personenkraftwagen in Richtung der Staatsgrenze zur Bundesrepublik Deutschland. An der letzten Tankstelle auf tschechischer Seite wartet jedoch ein Sondereinsatzkommando der Polizei. Charvát wird durch einen Scharfschützen getötet. Der Junge überlebt unverletzt.

## Drehorte
Der Film wurde u. a. in Domažlice, der Region Benešov, in Nučice u Rudné in der Region Beroun, in Kostelec nad Černými lesy, in der Nähe von Dubenec u Příbramě und bei Drásov u Příbramě gedreht.

## Kinostart und Erstausstrahlung
Der Film kam am 1. Oktober 1979 in die Kinos der ČSSR. Der Kinostart in der DDR datiert auf den 20. Juni 1980. Am 25. Juni 1982 strahlte ihn das Fernsehen der DDR erstmals aus. Ab 1987 war er in der ungekürzten DEFA-Fassung in der Bundesrepublik auf Video unter dem Titel „Vergewaltigt“ erhältlich.

## Synchronisation
Der Film wurde durch die DEFA synchronisiert:
| Rolle               | Darsteller             | Deutsche Synchronsprecher |
| ------------------- | ---------------------- | ------------------------- |
| Kriminalist Kameník | Zdeněk Buchvaldek      | Erik S. Klein             |
| Charvát             | Marek Perepeczko       | Jürgen Kluckert           |
| Dr. Říhová          | Jana Gýrová            | Irmelin Krause            |
| Eva Černá           | Jana Nagyová           | Elke Münch                |
| Horáček             | Karel Heřmánek         | Jörg Knochée              |
| Jarošová            | Jaroslava Obermaierová | Sonja Deutsch             |
| Klímová             | Jana Válková           | Roswitha Hirsch           |
| Lesník              | Zdeněk Martínek        | Gerd Ehlers               |
| Leutnant            | Karel Chromík          | Jürgen Zartmann           |
| Marta Vaňková       | Dagmar Patrasová       | Juliane Korén             |

## Besetzungsänderung
Die Hauptrolle des Charvát war zunächst zur Besetzung mit dem bekannten tschechischen Darsteller Petr Kostka vorgesehen. Doch der Regisseur Jindřich Polák entschloss sich zu einer Änderung. Ihm erschien es geboten, die Rolle an einen ausländischen Schauspieler zu vergeben. Die Wahl fiel auf den Polen Marek Perepeczko, der Bodybuilding betrieb und etwa zwei Meter groß war. Perepeczko fiel es anfänglich schwer, die Gewaltszenen zu übernehmen.

## Hintergrund
Der Film beruht auf einem wahren Kriminalfall, der die Tschechoslowakische Republik im Sommer 1976 erschütterte. Der tatsächliche Ablauf der Geschehnisse weicht jedoch teilweise erheblich von der Filmstory ab: Der am 3. August 1944 geborene und in Teplička nad Váhom aufgewachsene Miroslav Somora war bereits zum dritten Mal verheiratet und hatte zwei Kinder. Er war wegen Diebstahls, Raubes und Vergewaltigung mehrfach vorbestraft. Am 8. August 1976 nahm er als Anhalterin eine junge Ärztin bei Bernolákovo mit. Als er über die Frau herfiel und gewalttätig wurde, widersetzte sich das Opfer seinen Wünschen nicht, um zu überleben. Somora ließ die Ärztin schließlich frei, nachdem er sich an ihr vergangen hatte. Doch bereits kurz darauf kam es zur nächsten Tat.
Die beiden 19-jährigen Studentinnen Viera Kuklská und Tatiana Gangurová wollten im August 1976 mit der Bahn in die Hohe Tatra zum Wandern reisen. Am Bahnhof Trenčín verpassten sie in den Morgenstunden des 9. August 1976 jedoch ihren Zug nach Žilina. Im Umfeld des Bahnhofs trafen sie auf Miroslav Somora, der mit seinem Roman-Lastkraftwagen nach neuen Opfern Ausschau hielt. Zunächst wollte Somora nur eine der beiden Frauen, die um eine Mitfahrgelegenheit nach Strečno gebeten hatten, mitnehmen. Er entschied sich schließlich doch für beide Anhalterinnen.
Die Fahrt ging zunächst auf der Fernverkehrsstraße 61. Nachdem der Lastwagen den Ort Trenčianska Teplá passiert hatte, schliefen die übermüdeten Anhalterinnen ein. Somora nahm einen unter dem Sitz liegenden schweren Schraubenschlüssel und begann damit auf die schlafenden Frauen einzuschlagen. Die erwachenden Opfer wehrten sich zwar, fielen kurz darauf aber in die Bewusstlosigkeit. Der Täter griff nun nach einem Messer mit einer dreißig Zentimeter langen Klinge. Er stach auf die beiden Frauen mit einer solchen Wucht ein, dass die Klinge des Messers zerbrach, und tötete sie. Danach verging er sich noch an einem der beiden Opfer.
Auf einer Mülldeponie zwischen Brumov-Bylnice und Valašské Klobouky an der Fernverkehrsstraße 57 legte er in der Morgendämmerung die Leichen der beiden Frauen ab und bedeckte sie mit Steinen, Erde und Unrat. Hierfür hatte er sich zuvor bei Bewohnern der Umgebung eine Schaufel entliehen. Einem vorbeifahrenden Zeugen fiel der Lastkraftwagen dadurch auf, weil dieser auf der Deponie derart abgestellt war, dass davon kein Müll abgeladen werden konnte. Nachdem der Täter den Ablageort der Leichen verlassen hatte, schaute der Zeuge auf der Rückfahrt nach, entdeckte die zwei unbekleideten weiblichen Leichen und verständigte die Polizei.
Aufgrund der Hinweise gelang es der Polizei innerhalb von zwei Tagen, Somora als Täter zu identifizieren. Die Festnahme erfolgte, als der Mörder gerade damit beschäftigt war, die Kabine des Lastkraftwagens von den Spuren der Tat zu säubern und mit Farbe zu streichen. Somora ließ sich widerstandslos festnehmen und war geständig. Im darauffolgenden Prozess verurteilte das Gericht ihn zum Tode. Er wurde am 9. Februar 1979 in Bratislava hingerichtet.